# Dmitri Markov (fotograf)
Dmitri Markov (n. 23 aprilie 1982, Pușkino, RSFS Rusă, URSS – d. 15 februarie 2024, Pskov, regiunea Pskov, Rusia) a fost un jurnalist și fotograf rus.

## Carieră
Dmitri Markov s-a născut pe 23 aprilie 1982, în Pușkino. A urmat cursurile la facultatea de inginerie. În această perioadă, Markov și-a achiziționat primul aparat de fotografiat. Potrivit lui Dmitri, el a studiat fotografia cu Aleksandr Lapin.
Până în 2007 a lucrat ca fotograf și jurnalist în ziarul Argumentî i Faktî.
În 2016 a devenit primul participant rus și unul dintre cei 15 fotografi din 15 țări care au participat la campania de publicitate pentru iPhone 7 „Apple’s Taken on the iPhone”.

## Arestarea din 2021
Pe 2 februarie 2021 Markov a fost reținut alături de alți cetățeni în apropierea Tribunalului din Moscova unde avea loc un protest pentru susținerea lui Alexei Navalnîi. Jurnalistul a fost dus la secția de poliție Kosino-Uhtomski⁠(d), unde a făcut o fotografie unui ofițer care avea în spatele lui un portret al președintelui rus Vladimir Putin. Fotografia a devenit virală⁠(d) pe internet și a fost folosită în meme-uri.
Markov a murit pe 16 februarie 2024, în aceeași zi cu Aleksei Navalnîi.